# Oxalis oregana
Espèce
Classification phylogénétique
Oxalis oregana est une espèce de plantes à fleurs du genre des Oxalis de la famille des Oxalidacées.
Elle est originaire des États-Unis : Oregon mais aussi Californie et Washington.